# Quartieri di Potsdam
La città di Potsdam è suddivisa in 34 quartieri (Stadtteil):
- Babelsberg Nord
- Babelsberg Süd
- Berliner Vorstadt
- Bornim
- Bornstedt
- Brandenburger Vorstadt
- Drewitz
- Eiche
- Forst Potsdam Süd
- Fahrland
- Golm
- Groß Glienicke
- Grube
- Industriegelände
- Jägervorstadt
- Kirchsteigfeld
- Klein Glienicke
- Marquardt
- Nauener Vorstadt
- Nedlitz
- Neu Fahrland
- Nördliche Innenstadt
- Potsdam West
- Sacrow
- Satzkorn
- Schlaatz
- Stern
- Südliche Innenstadt
- Teltower Vorstadt
- Templiner Vorstadt
- Uetz-Paaren
- Waldstadt I
- Waldstadt II
- Wildpark